# Madhuca kunstleri
Madhuca kunstleri är en tvåhjärtbladig växtart som först beskrevs av Lewis Jones Knight Brace, George King och James Sykes Gamble, och fick sitt nu gällande namn av Herman Johannes Lam. Madhuca kunstleri ingår i släktet Madhuca och familjen Sapotaceae. Inga underarter finns listade i Catalogue of Life.